# Бодаки (гмина Сенкова)

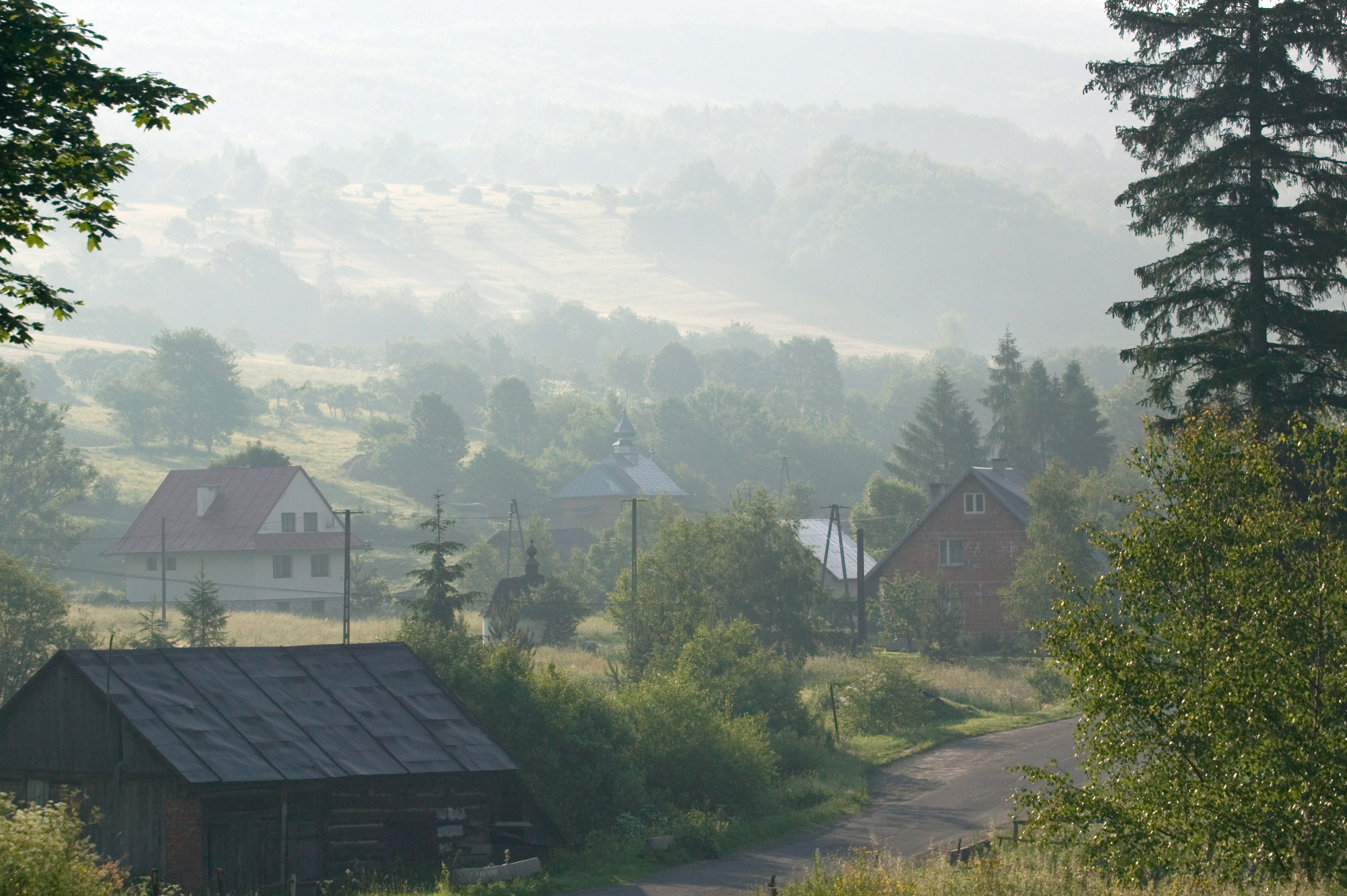
Село Бодаки, Польша

Бода́ки (пол. Bodaki, русин. Бодаки) — село в Польше, находящееся на территории гмины Сенкова Горлицкого повята Малопольского воеводства.

## География
Село располагается на польско-словацкой границе в 5 км от Сенковы, 13 км от Горлице и 112 км от Кракова.

## История
Первое упоминание о селе относится к 1581 году. Село было собственностью королевского бечского старосты. Село Бодаки вместе с соседним селом Бартне было центром каменного производства. Песчаник добывался на склонах горы Корнуты и использовался в качестве строительного материала.
В 1910 году в одном из домов села была основана школа. С 1975 по 1998 год село входило в несуществующее сегодня Новосондское воеводство.

## Население
Численность населения составляет 156 человек. До 1947 года большинство населения села составляли лемки. После Второй мировой войны часть лемков перебралась на Украину в окрестности Львова и Тернополя, а другую часть во время операции «Висла» переселили в западную часть Польши.

## Достопримечательности
- Церковь святого Димитрия — католическая церковь;
- Церковь святого Димитрия — православная церковь.

## Источник
- Czarne, Słownik geograficzny Królestwa Polskiego i innych krajów słowiańskich, Tom I (Aa — Dereneczna) , 1880.